# Pseudopolia
Pseudopolia là một chi bướm đêm thuộc họ Noctuidae.